# Волузия Сатурнина
Волузия Сатурнина (на латински: Volusia Saturnina; около 20 пр.н.е.; † сл. 15 г.) е римлямка от 1 век пр.н.е. и 1 век.

## Произход
Произлиза от старата преторска фамилия Волузии, клон Сатурнин. Дъщеря е на Квинт Волузий, който е префект в Киликия и служел на Цицерон. Сестра е на Луций Волузий Сатурнин (суфектконсул 12 пр.н.е.). Далечна роднина е на император Тиберий.

## Фамилия
Омъжва се за Марк Лолий Павлин Младши, който вероято през 31 г. e суфектконсул. Син е на много богатия Марк Лолий Павлин, който е консул през 21 пр.н.е. и възпитател и съветник на Гай Цезар (син на Марк Випсаний Агрипа и Юлия Старша) по време на мисията му на Изток.
Волузия Сатурнина е майка на две дъщери, прочути с красотата и грацията си:
- Лолия Павлина, втората съпруга първо на Публий Мемий Регул и 38 г. третата съпруга на Калигула
- Лолия Сатурнина, съпруга на Децим Валерий Азиатик (консул 35 и 46 г.) и любовница на Калигула.